# Estádio Alexandre Cândido Gomes
O Estádio Alexandre Cândido Gomes, conhecido por Alexandre Gomes, é um estádio de futebol localizado na cidade de Araguaçu, no estado de Tocantins, pertence ao Governo Municipal e tem capacidade para 5.500 pessoas.